# .al
.al je internetová národní doména nejvyššího řádu pro stát nebo území Albánie. Je spravována organizací AKEP. Od července 2013 může kdokoliv zaregistrovat .al doménu. ak. zóna nemá žádné oficiální whois (páteřní) servery. Dostupnost lze ověřit přes https://web.archive.org/web/20141028114412/http://www.akep.al/en/kerkoni-domain .

## Registrace domén druhého a třetího řádu

### 2. řád
V minulosti nebyly povoleny registrace přímo v druhém řádu, ale několik málo existujících jmen „podlehlo“; byly to uniti.al, tirana.al , soros.al , upt.al a inima.al .

### 3. řád
Registrace bývaly používané pouze pod štítkem druhého řádu odpovídající typu organizace, ale nyní jich mnoho existuje přímo pod .al.